# Gunnel Linde
Gunnel Linde, ogift af Geijerstam, född 14 oktober 1924 i Gustav Vasa församling i Stockholm, död 12 juni 2014, var en svensk barnboksförfattare, TV- och radioproducent, journalist och tecknare. Hon är känd för boken Den vita stenen, som filmatiserades, och som en av grundarna av BRIS.

## Biografi

### Bakgrund och karriär
Gunnel Linde var dotter till bokhandlaren Gunnar af Geijerstam (1895–1925) och Liv Nordenström (1898–1991), senare gift med konstnären Sven Kreuger, samt sondotter till författaren Karl af Geijerstam. Hon var utbildad vid Anders Beckmans reklamskola, Konstfackskolan, Stockholms konstskola och vid Nonington College i England.
Linde var journalist och tecknare vid Katrineholms-Kuriren 1945, Östgöten 1946, Helsingborgs Dagblad 1947, anställd hos Sveriges Radio 1947, Röster i Radio 1947–1949, radioproducent vid Sveriges radio 1957–1963 och TV-producent 1964–1989.
Under 1950-talet producerade Linde för radion det populära barnprogrammet Osynliga klubben (där huvudpersonerna var Chefen och Hönebjär), ursprungligen för familjeprogrammet Snurran. År 1958 debuterade hon med barnboken Osynliga klubben och hönshusbåten, en farsartad och spännande bok. Osynliga klubben blev också en tecknad serie baserad på radioserien. Det utkom totalt sex utgåvor av en serietidning med serien 1959.
För SVT gjorde hon bland annat barnserien Pellepennan och Suddagumman 1965–1989. Hennes bok Den vita stenen blev 1973 en kritikerrosad TV-serie, och 1974 gjordes serien Upp med händerna, om de dövas teckenspråk, efter Lindes manus.

### Stil och betydelse
Gunnel Linde var i sitt författande en förkämpe för barns rättigheter. Böcker som Den vita stenen präglas av en respekt för barns integritet, samtidigt som deras behov av närhet och skydd markeras. Fröken Ensam Hemma (1963) visar fram mindre barns fantasivärld. I ett antal av hennes böcker medföljer också visor komponerade och textsatta av Linde själv.
Linde har också skrivit ungdomsromaner, exempelvis Gå på vattnet (1987) och Du har inte en chans – ta den! (1995), där hon i mindre konventionell utformning presenterat existentiella frågor. 1993 kom en trilogi med kvinnoöden, betitlade När mormor var mamma, När mamma var mamma och När jag var mamma.
Gunnel Lindes arbete för barnen begränsade sig inte bara till hennes skrivande. År 1971 grundade Linde tillsammans med Berit Hedeby föreningen Barnens rätt i samhället BRIS, och hon innehade ledande poster där 1973–1989. Hon var vice ordförande  1973–1975, ordförande  1976–1980 och ordförande i Riksförbundet BRIS 1987–1989, samt sakkunnig vid utredningen Barnens rätt 1977–87 och ledamot i International Social for Prevention of Child Abuse and Neglect 1977–1984.
Linde belönades 1965 med Nils Holgersson-plaketten för Den vita stenen och 1978  med Astrid Lindgren-priset. 1987 mottog hon det första Astrid Lindgrens Värld-stipendiet. Hon var under en tid ledamot i Svenska barnboksakademien.

### Familj
Hon var från 1949 gift med TV-producenten Einar Linde (1922–1983), med vilken hon gjorde flera produktioner. De fick tre döttrar, Liv (född 1949), Vysse (född 1950) och Sunniva (född 1954).

## Priser och utmärkelser
- 1959 – Boklotteriets stipendiat
- 1964 – Boklotteriets stipendiat
- 1965 – Nils Holgersson-plaketten för Den vita stenen
- 1978 – Astrid Lindgren-priset
- 1979 – Natur & Kulturs Kulturpris
- 1987 – Astrid Lindgrens värld-stipendiet
- 1989 – Solstickepriset
- 2009 – Guldtecken nr 16, utdelad av Sveriges Dövas Riksförbund vid dess kongress